# Español salvadoreño
El español salvadoreño (es-SV) es la variedad lingüística del idioma español que se habla en El Salvador, donde es utilizado como su idioma oficial. Este dialecto es considerado parte del español centroamericano, derivado entre el español rioplatense, los idiomas gallego y asturiano, el dialecto andaluz como cualquier dialecto hispanoamericano, y su propio dialecto caliche. El español de El Salvador es hablado por el 99,7 % de su población.

## Fonética y fonología

### Vocales
El español en El Salvador presenta, como la mayoría de las variantes del español, un sistema de cinco vocales: /i, e, a, o, u/.
| Vocal | Anterior | Central | Posterior |
| ----- | -------- | ------- | --------- |
| Alta  | i        |         | u         |
| Media | e        |         | o         |
| Baja  |          | a       |           |

En posiciones átonas y en contacto con /s/, las vocales medias /e, o/ y baja /a/ comúnmente se articulan de forma plena como los alófonos [e], [o] y [a], respectivamente. En tal contexto, los fenómenos de variación más importantes son el relajamiento (desde el ensordecimiento hasta el cierre vocálico), más común en el norte-oriente del país, y la pérdida o elisión de la vocal, más presente en el centro y occidente.
Como en otras variedades del español, las vocales se nasalizan en contacto con una consonante nasal.

### Consonantes
- Las oclusivas sonoras /b, d, g/ tienden a pronunciarse como alófonos oclusivos tras las consonantes /l/, /ɾ/ y /s/. La consonante /d/ se elide en posición final absoluta y contextos que involucran la preposición de como en cara de loco - [kaɾe'loko].[6]

- La consonante fricativa labiodental sorda /f/ se articula comúnmente como [f], aunque en ciertos contextos puede variar entre un alófono fricativo bilabial sordo [ɸ] y, más restringidamente, una aspiración o consonante fricativa glotal sorda [h], lo que provoca casos de neutralización con los fonemas /x/ y /s/.[7]

- La consonante fricativa alveolar sorda /s/ tiende a pronunciarse como un alófono dentialveolar [s̄] (fenómeno referido como ceceo) o como una aspiración o fricativa glotal [h].[8]

- El español en El Salvador es un dialecto yeísta, es decir, no distingue la antigua oposición entre los fonemas palatal lateral sonoro /ʎ/ y fricativa palatal sonoro /ʝ/. Sólo conserva este último segmento, el cual puede realizarse como una fricativa palatal sonora [ʝ], una semivocal palatal [j] o una vocal anterior alta [i].[9] Puede llegar a elidirse ante una vocal anterior alta [i] o una media anterior [e].[10] Es frecuente la presencia de una "y" ultracorrecta o antihiática en los hiatos que llevan como primera vocal los sonidos /e/ o /i/: María > Mariya, vea > veya, etc."[10]

- La articulación de la consonante fricativa velar sorda /x/ se ha debilitado y es predominantemente fricativa, glotal y sorda [h], lo que provoca casos de neutralización con los fonemas /f/ y /s/.[11]

- La consonante africada postalveolar sorda /t͡ʃ/ tiene dos alófonos principales, uno africado [t͡ʃ], el más usual, y uno fricativo postalveolar sordo [ʃ]. Las realizaciones fricativas de este fonema son menos frecuentes, alternan con el alófono africado y son más comunes en la franja norteña del país, desde donde se extienden hacia el puerto de La Unión. El alófono fricativo también se presenta en préstamos del idioma náhuat y se considera uno de los principales rasgos heredados de esta lengua al español hablado en El Salvador, así como uno de los más distintivos de este dialecto del español.[12]

- La consonante nasal alveolar /n/ se velariza en [ŋ] a final de palabra y ante segmentos no vocálicos. Este rasgo se da sistemáticamente en todo el país,[13] al igual que en otras variedades del español centroamericano.

- En cuanto a las consonantes vibrante alveolar simple /ɾ/ y vibrante alveolar múltiple /r/, destaca su estabilidad articulatoria.[14]

### Prosodia
John M. Lipski ha documentado en literatura costumbrista el desplazamiento acentual de los vocativos a la sílaba final de palabra: ¡Qué aguacero, hijó! (Salarrué).

### Yeísmo
El español salvadoreño es rico en alófonos y el español salvadoreño es yeísta al cien por ciento, el español salvadoreño  perdió la distinción entre la antigua consonante lateral palatal aproximante representada por la grafía ‹ll› y la antigua consonante palatal aproximante representada por la grafía ‹y›.

### Seseo
El español salvadoreño sesea al cien por ciento, es decir, no desarrolló la consonante fricativa interdental sorda /θ/ que, en la mayor parte de España, es el valor de la grafía ‹c› o ‹z› y permite diferenciarla de /s/, escrita ‹s›. Esto provoca numerosos casos de homonimia  que no existen en el español peninsular y ha inducido por lo tanto a modificaciones en el vocabulario.
La /s/, por su parte, aunque se considera nominalmente una consonante fricativa alveolar sorda [s] —de tipo dental, y no ápico-alveolar como en el norte de España— es extremadamente lábil en su segmentación, y tiende a asimilarse a los fonemas adyacentes.

## Morfosintaxis

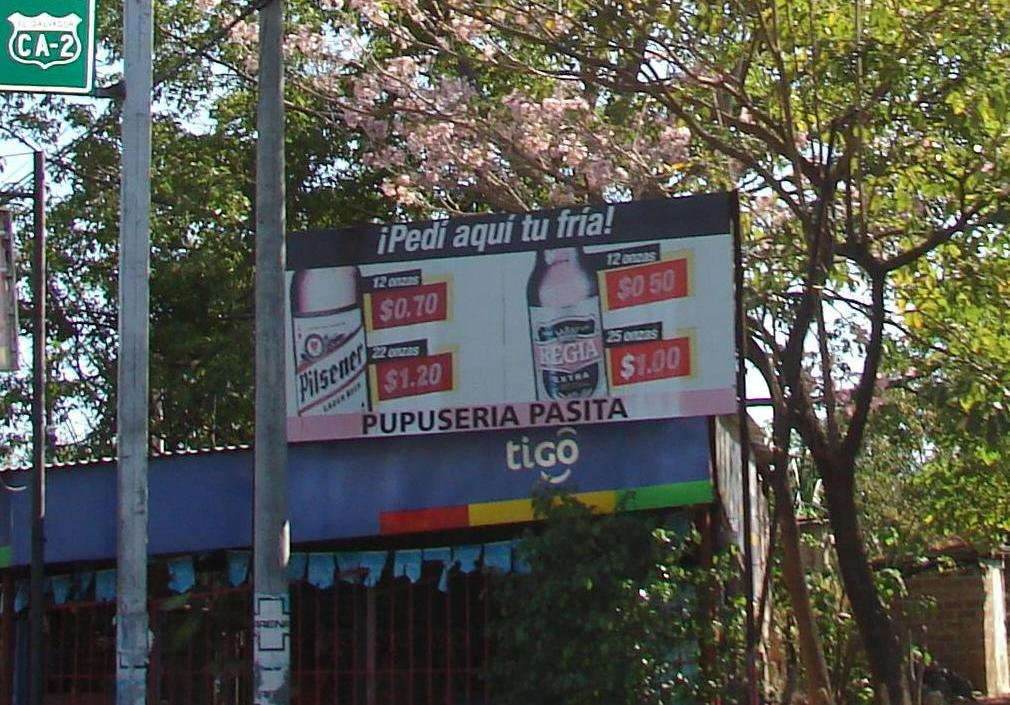
«Pedí aquí tú fría» Eslogan publicitario voseante en El Salvador

### Formas de tratamiento
El español en El Salvador se distingue por ser predominantemente voseante, es decir, prefiere el uso del pronombre personal vos y sus formas verbales para la expresión de la segunda persona singular, aunque este también convive con el uso de tú y usted. Predomina un sistema binario, en el que vos es el tratamiento familiar o de confianza y usted el tratamiento más formal.
Rivera Mills (2011) destaca que el uso de usted para el trato de confianza está muy extendido, sobre todo en personas mayores de 20 años, y supera al de vos en los grupos de mayor edad (adultos y ancianos); por otra parte, en niños y adolescentes es universal el trato de vos. En el ámbito laboral se prefiere usted, mientras que en el escolar se prefiere usted en la relación alumno-maestro (y viceversa), y vos entre los alumnos. Generalmente se considera que el voseo indica "familiaridad" y no posee estigmatización, aunque para tratamientos con desconocidos o mayores siempre se prefiere "usted".

#### Voseo
El español salvadoreño se caracteriza por usar el pronombre «vos» y sus conjugaciones como forma aceptada en la lengua hablada y escrita para la segunda persona singular, este tipo de voseo también es utilizado en los dialectos rioplatense, costarricense, nicaragüense, hondureño y guatemalteco.
El voseo emplea formas verbales derivadas del tratamiento formal de segunda persona singular del castellano del siglo XVI, derivadas a su vez de las formas latinas de segunda persona plural. La tabla adjunta muestra las diferencias con la forma internacional.
La conjugación de un verbo para el pronombre vos varea solo en la acentuación respecto de la forma estándar (  tú comes → ''vos comés'',tú amas → vos amás) y en amplias veces se usa  (  tú comes → ''comes, vos'', tú amas → amas, vos) pero lo anterior principalmente en preguntas y pronominal vocativo. En los verbos en que la raíz muestra alternancias vocálicas con la conjugación, esta diferencia no se conserva en la forma de vos, que mantiene la vocal del infinitivo (por ejemplo, tu comes, pero vos comes).
La clase media y alta, y los medios escritos emplean el vos mayoritariamente (ejemplos: "quiero que vos traigas las tortillas", "vos haces lo que quieres cipote"); aun así en los extractos más bajos de la sociedad es común el uso del vos entre familiares y compañeros.

###### Pasado
Las formas perifrásticas de pasado —el pretérito perfecto compuesto y el pretérito anterior, aunque no el pluscuamperfecto— son muy raros en gran parte del español salvadoreño. En general el hablante del español salvadoreño dirá "Marta todavía no vino" 
El salvadoreño da un nuevo uso en total reemplazo del pretérito perfecto compuesto, empleándose el pretérito imperfecto en este dialecto también como un pasado relativamente reciente. Por ejemplo, hablantes de otros dialectos se expresarían así: "He estado comiendo con Susana hasta hace poco"' pero en general el hablante salvadoreño se come algunas palabras, y podría decir "Estuve comiendo con Susana".

###### Futuro
En el caso del futuro, la forma conjugada simple no es tan utilizada. Se suele reemplazar por la perífrasis; esto es muy común en Hispanoamérica, realizada con el verbo modal ir más el infinitivo del verbo (así, comeré se convierte en voy a comer; del mismo modo, iré se convierte en voy a ir, etc.)
El uso del futuro con valor predictivo, sin embargo, sí se mantiene muy vigente: "¿Qué hora será?", "¿Habrán vendido todo el producto?" De todas formas, en los últimos tiempos apareció la práctica de usar también las formas del condicional: "¿Qué hora sería?"

### Sintaxis de determinantes y posesivos
Es muy común observar que una combinación sintáctica que ocurre con frecuencia en el dialecto salvadoreño es la yuxtaposición del artículo indefinido y el posesivo antepuesto: una mi amiga, una mi tacita de café. Muy raras veces el posesivo se combina con un demostrativo en vez del artículo: aquella su idea."

### Queísmo
El Español salvadoreño está marcado por la tendencia queísta, igual a Chile y el español rioplatense.
El queísmo consiste en la omisión de la preposición de antes de la conjunción que.
Español literario: Tengo miedo de que no haya lugar en el hotel.
Salvadoreño: Tengo miedo que no haya lugar en el hotel
al reemplazar el complemento por un pronombre demostrativo (eso, esto, aquello) queda en evidencia la falta de la preposición: tengo miedo de eso → tengo miedo eso.

### Interjecciones
En El Salvador es muy común el uso de la interjección juela, la cual denota asombro o picardía según el contexto de la situación

## Institucionalidad
El español es el idioma oficial desde la Constitución de 1962. La última revisión de establecer el idioma oficial fue en la Constitución de la República de 1983, lo que está indicado en el Artículo 62 de la Sección tercera, Capítulo II.

El idioma oficial de El Salvador es el castellano. El gobierno está obligado a velar por su conservación y enseñanza. Las lenguas autóctonas que se hablan en el territorio nacional forman parte del patrimonio cultural y serán
 objeto de preservación, difusión y respeto.

Desde el 17 de noviembre de 1875, El Salvador cuenta con la Academia Salvadoreña de la Lengua, adscrita a ASALE. Y desde 2025, el Centro Cultural de España es centro examinador de los diplomas de español del Instituto Cervantes.